# 黄兴国
黄兴国（1954年10月—），男，汉族，浙江象山人。1972年11月参加工作，1973年9月加入中国共产党。同济大学经济与管理学院管理科学与工程专业毕业，在職研究生学历，管理学博士。第十六届、十七届中共中央候补委员，第十八届中央委员。曾任中共天津市委副书记、代书记兼天津市人民政府市长。
2016年9月10日晚，中央纪委监察部网站发布消息，天津市委代理书记、市长黄兴国涉嫌严重违纪，目前正接受组织调查。2017年1月4日被开除党籍、开除公职、移送司法机关。

## 仕途

### 浙江
1972年11月起，在浙江省象山县工作，任晓塘公社团委书记、党委副书记。1973年11月，任共青团县委副书记。1976年11月，任中共金星公社党委书记。1982年12月，任中共象山县委宣传部部长。1984年1月，任中共象山县委副书记。1985年9月，任中共象山县委书记。
1989年7月，任中共台州地委副书记。1990年9月，任中共台州地委书记，期间台州市政府驻地从临海市搬迁至椒江区。1994年9月，任中共台州市委书记（其间:1995年9月至1996年7月，在中共中央党校一年制中青年干部培训班学习）。
1996年8月，任浙江省人民政府秘书长。1998年1月，任浙江省副省长（其间:1995年9月至1998年7月，在中共中央党校在职研究生班法学专业学习）。1998年11月，任中共浙江省委常委、宁波市委书记。

### 天津
2003年11月，任中共天津市委副书记、天津市人民政府副市长（其间:2001年9月至2004年8月，在同济大学经济与管理学院管理科学与工程专业在职研究生学习，获管理学博士学位）。2007年6月，任中共天津市委常委、副市长。2007年12月，任中共天津市委副书记、代市长，次月被任命为市长。
黄兴国任内，天津市人民政府决定，自2013年12月16日零时起，在全市实行小客车总量调控管理，采取控制总量和适当限行的双重措施，即“限牌”措施和“限号”措施。黄兴国的限牌限行新政遭到天津市民和媒体的质疑，质疑多集中在连夜出台新政为何不设缓冲期、限号治堵抗霾疑为懒政思维、公共交通服务水平较差的情况下是否适宜限牌限号等。
2014年12月，时任中共天津市委书记孙春兰被调往中央，黄兴国被任命为中共天津市委代理书记、市长。2015年8月12日天津港发生危化品倉庫爆炸事故，造成严重后果，其表示要对事故负起主要责任。
2016年1月12日的《天津日报》报导，中共天津市代理市委书记黄兴国在8日和11日的市委常委会议上强调，“坚决维护习近平总书记这个核心”，主动“向习总书记看齐”。
2016年9月黄兴国落马时，已经代理中共天津市委书记达20个月，担任市长8年零8个月。

### 落马
中央巡视组第二次巡视天津结束后第12天，2016年9月10日22点30分，中央纪委监察部网站发布消息，称黄兴国涉嫌违纪违法，正在接受组织调查，9月9日他分别于上午和下午出席了一场公开活动，黄兴国是继天津市政协原副主席、市公安局原局长武长顺、天津市原副市长尹海林之后落马的第三位天津高官，以及落马的第十位第十八届中央委员，也是中共十八大以来首位落马的直辖市党政一把手、改革开放以来代理党委书记时间最长的官员。据报道称，黄兴国落马可能涉及家族腐败，首当其冲的或是其弟黄兴常、黄兴荣。9月13日，中共中央决定，湖北省委书记李鸿忠调任天津市委书记，黄兴国不再代理天津市委书记，免去其市委副书记、常委、委员和市长职务。
黄兴国落马后，中共天津市委于深夜召开常委会议和全市领导干部会议，通报中共中央对黄兴国涉嫌严重违纪进行组织调查的决定，会议指出「坚决拥护和服从中央决定，始终同以习近平同志为总书记的党中央保持高度一致」。2016年9月14日，鉴于黄兴国涉嫌严重违纪，天津市第十六届人民代表大会常务委员会第二十八次会议决定：接受黄兴国辞去天津市市长职务，报天津市第十六届人民代表大会第五次会议备案。
2016年12月25日，天津市人民代表大会常务委员会决定罢免黄兴国的第十二届全国人民代表大会代表的职务，报请十二届全国人大常委会备案，黄兴国的代表资格被依法终止。
2017年1月4日，中央纪委监察部网站发布消息，黄兴国因严重违纪被开除党籍和公职。据澎湃新闻网报道，黄兴国有4个弟弟，分别为黄兴常、黄兴方、黄兴余、黄兴荣，这些胞弟利用兄长的权力涉足机械、建筑、房地产、海洋经济等多个领域来聚敛财富。
2017年8月9日，河北省石家庄市中级人民法院一审公开审理黄兴国案。1994年至2016年，黄兴国担任中共浙江省台州地委书记、台州市委书记、浙江省人民政府秘书长、副省长、中共浙江省委常委、宁波市委书记、中共天津市委副书记、天津市人民政府副市长、市长、中共天津市委代理书记等职务上受贿人民币4003万余元，黄兴国进行最后陈述并表示认罪悔罪。
2017年9月25日，石家庄市中级人民法院公开宣判，鉴于黄兴国到案后认罪悔罪态度良好，如实供述罪行，积极退赃，并揭发检举他人犯罪行为，依法可以从轻处罚，故以受贿罪判处其有期徒刑十二年，并处罚金人民币三百万元。

## 兩岸關係
黄兴国与台湾“政商關係良好”，與台灣政界、工商界深交及接見過藍綠兩政營重要人士。
黃自早年在象山從政時已有对台接触，根據中共象山縣委黨史研究室和退休人士回憶，早在1985年时任中共中央总书记胡耀邦在浙江省委书记王芳、中央办公厅副主任温家宝陪同下考察象山，黃全程陪同。因象山縣台僑眾多，胡耀邦特別向黃問了經濟和對台問題，黃對台僑數據和台資情況拈熟於胸，回答獲得胡耀邦讚賞，其中二人談到兩岸往來情況，黃匯報：

「（象山縣）去台湾1200户，2700余人，回来定居7户，探亲5人。回来的人，我们都叫他带信回去(台灣)。」

黄兴国长期在浙省內侨乡台州、寧波從政。20世紀80年代，黃主政象山時，有台灣漁民因颱風入港避難，當時兩岸尚未“三通”，黃仍熱情款待，前後接待台灣漁民4萬多人，與台灣漁民建立有深厚友情，黃日後訪問基隆時獲得市長張通榮答謝，黃並贈送張通榮20多年前在象山石浦港與台灣漁民合影老照片相冊。
天津在黄兴国任内發展成為台商在中國大陸北方的聚集中心，2012年黃在任時已有超2000家台資企業，並積極推動津台交流。黃於2012年7月率團訪台“感謝台商對天津經濟的幫助”，在台辦攝影展推介天津，獲時任國民黨榮譽主席连战、吳伯雄、外貿協會董事長王志剛接待。黃在被查前一天下午還接見中國國民黨副主席、旺旺集團副董事長胡志強及大甲鎮瀾宮董事長顏清標。

## 评价

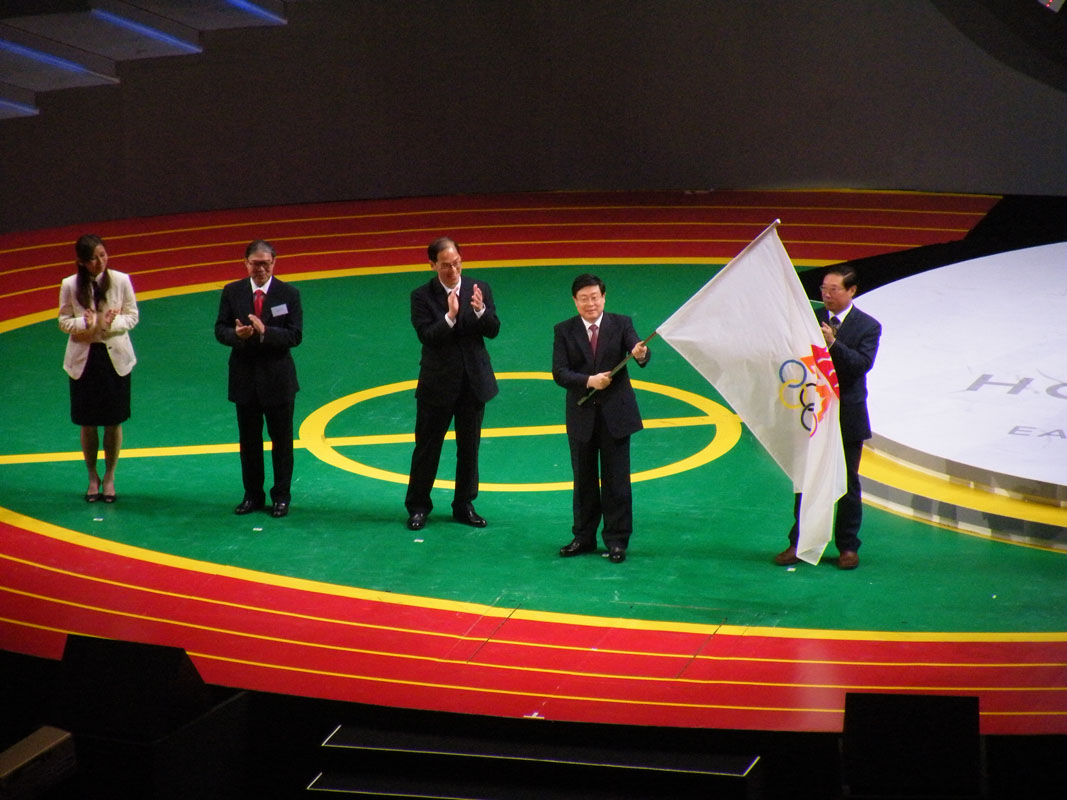
时任天津市长黄兴国出席香港东亚运闭幕式

被认为是一位从基层一步步做起，作风务实的政府官员，其在浙江省及天津市都有可观政绩。其对发展民营经济及经济合作都较有经验。据当地人士所述，某领导人曾在黄兴国幼年所在公社下乡劳动，黄深受其喜爱。黄在象山主政时期，充分发挥了象山地方经济优势，象山县的支柱产业建筑业和旅游业都有长足发展。黄33岁调往台州，当时地委所在地在临海，而温黄平原的经济蒸蒸日上，导致黄岩温岭玉环等地的政治诉求空前膨胀。
黄主政台州时，力排众议，大力支持台州废地立市，迁市府至原海门镇，定为椒江区，划原路桥镇为路桥区，连同黄岩区为三个市区，稳固了台州的版图，增强了对温岭玉环等地的向心力。与此同时，台州经济尤其民营经济得到很快发展，撤地建市被广泛认为是台州地区经济发展的关键一步。2006年台州市人均可支配收入列长三角城市前三。但在十年后台州三区仍然难以融合，内耗加剧，多数人认为这是由黄当年盲目迁移市府，并瓜分原县级黄岩市所致。此外，因黄岩失去县一级事权和最繁华的路桥镇，且台州方面没有通知黄岩就宣布撤地设市，黄兴国的举动引发黄岩人民不满，当地两会一度无法召开，出现了中华人民共和国历史上时间最长的留守政府。黄曾任中共宁波市委书记，期间宁波市各方面均保持了较快的发展，市容市貌得到很大改观。
黄任天津市常务副市长期间，分管天津市改革发展、经济协作、统计等工作。与天津市其他领导人配合较为默切，显示了较强的组织协调及领导才能。中共十八大后，黄兴国曾多次表态「以改革創新精神狠抓政府反腐倡廉建設」，自从代理天津市委書記後，更多次表態「圍繞反腐敗鬥爭部署加強權力的監督」。
黄兴国落马后，中央纪委、中央电视台联合制作的电视专题片《巡视利剑》披露说，他在担任天津市长期间，相信政治骗子荆毅能够“通天”，并与其长期交往，通过此人打探高层动态。此外，黄兴国还迷信风水。天津市政府大院原本四个门都可以进出，但黄兴国听从一名风水先生的指点，将大院的西北门封上，以免“漏气”；天津迎宾馆门前原先摆放的一块景观石，黄兴国觉得石头“是尖的，有点儿凶的感觉，后来就搞了一块比较圆滑的放上去”。2016年6月，中央巡视组进驻天津进行巡视“回头看”，由于黄兴国长期代理天津市委书记，他竟将巡视想象为与个人升迁有关。然而，在巡视结束后他便接受调查。